# Adenocalymma adenophorum
Adenocalymma adenophorum é uma espécie de árvore do gênero Adenocalymma.